# Clube Internacional de Golfe de Zhongshan
O Clube Internacional de Golfe de Zhongshan é um clube de golfe localizado na Montanha Púrpura em Nanquim, China. Ocupa uma área de 2.45 milhões de metros quadrados, incluindo um percurso de 27 buracos de padrão internacional, dos quais 18 são iluminados. Incluídos estão igualmente um hotel de cinco estrelas e villas. Sucedendo a uma campo fundado em 1934 com o nome Curso de Golfe Suburbano, o Clube Internacional de Golfe de Zhongshan surgiu no início da década de 2000, quando em 2003 se iniciaram os trabalhos de construção do actual espaço. Entre os vários eventos que acolheu, o Clube foi a primeira sede de um evento Olímpico de golfe em mais de 100 anos: acolheu o golfe nos Jogos Olímpicos de Verão da Juventude de 2014.